# Boxe aux Jeux européens de 2023
Navigation
Édition précédente
Les épreuves de boxe aux Jeux européens de 2023 ont lieu à Nowy Targ, en Pologne, du 23 juin au 2 juillet 2023.
Treize épreuves sont au programme, sept masculines et six féminines. 44 places (22 pour les femmes et 22 pour les hommes) pour les Jeux olympiques de Paris 2024 seront distribués aux Jeux Européens de 2023.

## Médaillés

### Hommes
| Épreuve                     | Or                    | Argent              | Bronze                                  |
| --------------------------- | --------------------- | ------------------- | --------------------------------------- |
| Poids mouches (-51 kg)      | Billal Bennama        | Samet Gümüş         | Kiaran MacDonald Federico Serra         |
| Poids plumes (-57 kg)       | Javier Ibanez Diaz    | Jose Quiles Broton  | Nebil Ibrahim Vasile Usturoi            |
| Poids légers (-63,5 kg)     | Sofiane Oumiha        | Lasha Guruli        | Dean Clancy Richárd Kovács              |
| Poids welters (-71 kg)      | Nikolai Terteryan     | Vakhid Abbasov      | Tuğrulhan Erdemir Makan Traoré          |
| Poids mi-lourds (-80 kg)    | Oleksandr Khyzhniak   | Gabrijel Veočić     | Salvatore Cavallaro Murad Allahverdiyev |
| Poids lourds (-92 kg)       | Aziz Abbes Mouhiidine | Jack Marley         | Mateusz Bereźnicki Enmanuel Reyes       |
| Poids super-lourds (+92 kg) | Delicious Justi Orie  | Mahammad Abdullayev | Yordan Hernández Nelvie Tiafack         |

### Femmes
| Épreuve                | Or                 | Argent              | Bronze                            |
| ---------------------- | ------------------ | ------------------- | --------------------------------- |
| Poids mouches (-50 kg) | Buse Naz Cakiroglu | Wassila Lkhadiri    | Giordana Sorrentino Laura Fuertes |
| Poids coqs (-54 kg)    | Stanimira Petrova  | Lăcrămioara Perijoc | Hatice Akbaş Charley Davison      |
| Poids plumes (-57 kg)  | Amina Zidani       | Zvetlana Staneva    | Irma Testa Michaela Walsh         |
| Poids légers (-60 kg)  | Kellie Harrington  | Natalia Shadrina    | Gizem Özer Estelle Mossely        |
| Poids welters (-66 kg) | Busenaz Sürmeneli  | Oshin Derieuw       | Rosie Eccles Luca Anna Hámori     |
| Poids moyens (-75 kg)  | Aoife O'Rourke     | Davina Michel       | Irina Schönberger Elżbieta Wójcik |

## Tableau des médailles
- Pays organisateur (Pologne)

| Rang  | Nation          | Or | Argent | Bronze | Total |
| ----- | --------------- | -- | ------ | ------ | ----- |
| 1     | France          | 3  | 2      | 2      | 7     |
| 2     | Turquie         | 2  | 1      | 3      | 6     |
| 3     | Irlande         | 2  | 1      | 2      | 5     |
| 4     | Bulgarie        | 2  | 1      | 1      | 4     |
| 5     | Italie          | 1  | 0      | 4      | 5     |
| 6     | Grande-Bretagne | 1  | 0      | 3      | 4     |
| 7     | Danemark        | 1  | 0      | 0      | 1     |
| 7     | Ukraine         | 1  | 0      | 0      | 1     |
| 9     | Serbie          | 0  | 2      | 0      | 2     |
| 10    | Espagne         | 0  | 1      | 2      | 3     |
| 11    | Azerbaïdjan     | 0  | 1      | 1      | 2     |
| 11    | Belgique        | 0  | 1      | 1      | 2     |
| 13    | Croatie         | 0  | 1      | 0      | 1     |
| 13    | Géorgie         | 0  | 1      | 0      | 1     |
| 13    | Roumanie        | 0  | 1      | 0      | 1     |
| 16    | Allemagne       | 0  | 0      | 2      | 2     |
| 16    | Hongrie         | 0  | 0      | 2      | 2     |
| 16    | Pologne         | 0  | 0      | 2      | 2     |
| 19    | Suède           | 0  | 0      | 1      | 1     |
| Total | Total           | 13 | 13     | 26     | 52    |